# Egon Bölsche
Hermann Egon Bölsche (* 4. Februar 1907 in Köln; † 28. Mai 1970 in Berlin) war ein deutscher Kapellmeister an verschiedenen Theatern Deutschlands und Professor für Musik an der Staatlichen Hochschule für Musik – Mendelssohn-Akademie in Leipzig.

## Lebenslauf
Der Sohn von Franz Bölsche und Olga Bölsche studierte von 1925 bis 1929 an der Hochschule für Musik Köln im Fach Dirigieren bei Hermann Abendroth und wurde danach (1929 bis 1933) Kapellmeister in Köln und Magdeburg an den dortigen Theatern. Von 1933 bis 1944 war er Erster Kapellmeister und Chorleiter am Opernhaus in Königsberg (Preußen). Am 1. August 1937 beantragte er die Aufnahme in die NSDAP und wurde rückwirkend zum 1. Mai desselben Jahres aufgenommen (Mitgliedsnummer 5.343.881). Nach Kriegsteilnahme und Gefangenschaft in Riga wurde er in Leipzig Dozent an der Hochschule für Musik, später Professor für Dirigieren und Kompositionslehre. Ab 1948 lehrte er an der „Staatlichen Hochschule für Musik – Mendelssohn-Akademie“, wo er am 1. September 1949 zum Professor für Opernschule und Dirigieren berufen wurde. Er emeritierte am 31. August 1954. 
Nach einem darauf folgenden Engagement am Theater Stralsund wechselte er an das Brandenburger Theater als Chefdirigent.
Egon Bölsche lebte mit Ehefrau Hildegard Bölsche, geb. Bauer, und den drei Kindern Elke, Jörg und Kay in Leipzig-Schleußig, später in einem der ‚Intelligenzhäuser‘ in Leipzig-Marienbrunn. Die Ehe hielt jedoch nicht lange, er heiratete danach Beate Hardloff (* 1931), geb. Schwarz, und hatte mit ihr zwei weitere Kinder, Alexander Johannes und Gyvonne Katharina. In die Ehe brachte Beate Michael-Günter mit, der von ihm adoptiert wurde.
Er verstarb 1970 im Berliner Krankenhaus Charité.

## Veröffentlichung
- Schule des Partiturspiels, Edition Peters Nr. 4604 , 1952, mehrere Auflagen